# Okres Balatonföldvár
Okres Balatonföldvár (maďarsky Balatonföldvári kistérség) je bývalý okres v Maďarsku, v župě Somogy. Jeho správním centrem bylo město Balatonföldvár. V roce 2014 byl sloučen s okresem Siófok.

## Sídla
V okrese se nacházelo celkem 13 měst a obcí.
- Balatonföldvár
- Balatonőszöd
- Balatonszárszó
- Balatonszemes
- Bálványos
- Kereki
- Kőröshegy
- Kötcse
- Nagycsepely
- Pusztaszemes
- Szántód
- Szólád
- Teleki